# Chatterton (obra de teatro)
Chatterton es una obra de teatro en 3 actos y en prosa del dramaturgo francés Alfred de Vigny.

## Argumento
La pieza recrea el final de la vida del poeta inglés Thomas Chatterton, que se suicidó a la edad de 17 años. El joven pretende ganarse la vida con su pasión, la poesía, pero con poca fortuna; lo que le lleva a buscar un trabajo como empleado doméstico. Además vive un amor atormentado con Kitty Bell, la esposa de su casero.

## Producciones
La obra se representó por primera vez el 12 de febrero de 1835 en el Théâtre Français, contando con la interpretación de Marie Dorval, a la sazón amante del autor, y Edmond Geffroy en el papel de Chatterton.
Con posterioridad se ha representado en numerosas ocasiones sobre los escenarios franceses, destacando el montaje de la Comédie-Française (1947), con Paul-Émile Deiber, sustituido por Julien Bertheau en el papel principal.
En España se realizó una versión para televisión, emitida por el espacio Estudio 1 de TVE, el 22 de junio de 1978, interpretada por Víctor Petit (Chatterton), Mercedes Alonso (Kitty Bell), Arturo López, Ramón Pons, Miguel Rellán y José Vivó.